# Kwan Baptiste
Kwan Baptiste (Chantimelle, 26 maggio 1985) è un calciatore grenadino, difensore dell'USC Aiken.

## Carriera

### Club
Nel 2009 si trasferisce all'USC Aiken.

### Nazionale
Conta 9 presenze con la Nazionale grenadina.